# Niari
Niari is een van de twaalf departementen van Congo-Brazzaville en ligt in het zuiden van dat land. Niari is net geen 26.000 vierkante kilometer groot en had in 2007 bij benadering 215.000 inwoners. De hoofdstad van het departement is de stad Loubomo die tot ongeveer 1980 Dolisie heette.

## Grenzen
Het departement Niari ligt aan de grens met twee buurlanden van Congo-Brazzaville:
- Twee provincies van Gabon:
  - Ngounié in het noorden.
  - Nyanga in het westen.
- De provincie Centraal-Kongo van de Democratische Republiek Congo in het uiterste zuidoosten en het zuidwesten.

Verder heeft het departement drie departementale grenzen:
- Lékoumou in het noordelijke oosten.
- Bouenza in het zuidelijke oosten.
- Kouilou in het zuidwesten.

## Districten
Het departement is onderverdeeld in veertien districten:
- Banda
- Divénié
- Kibangou
- Kimongo
- Londéla-Kayes
- Louvakou
- Makabana

- Moyoko
- Mbinda
- Moungoundou Nord
- Moungoundou Sud
- Moutamba
- Nyanga
- Yaya

Bouenza · Cuvette · Brazzaville · Cuvette-Ouest · Kouilou · Lékoumou · Likouala · Niari · Plateaux · Pointe-Noire · Pool · Sangha